# Trepant de columna

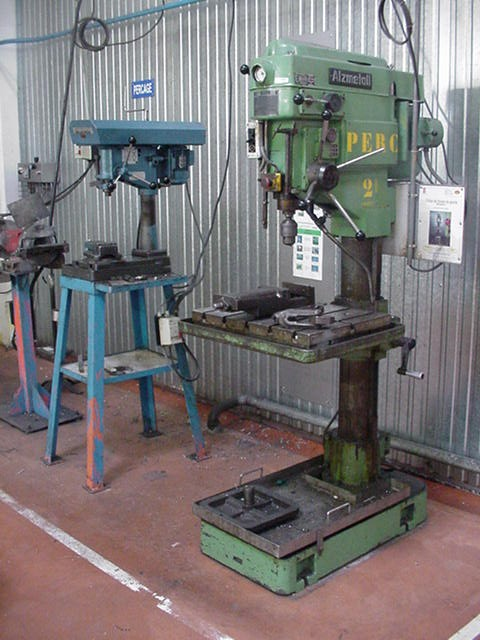
Trepant de taula (esquerra) i trepant de peu (dreta)

Un trepant de columna o trepant de taula, és una màquina eina evolucionada a partir del trepant i que és adequada per a la perforació ràpida i senzilla de forats rectes, avellanats o contramandrinats que són perpendiculars a les dues direccions de la superfície d'una taula. En comparació, és més difícil i menys repetible perforar perpendicularment amb un trepant manual.

## Tipus
Dues variants comunes són el trepant de columna de taula per muntar-lo a un banc de treball i el trepant de columna de peu més gran per muntar-lo a terra, i és preferible que estiguin muntats de manera segura per evitar que bolquin. Una variant especial és el trepant magnètic, que és un trepant mòbil pensat per ser fixat magnèticament durant l'ús, i s'utilitza fins a cert punt per a reparacions sobre el terreny i producció a la indústria.
Els trepants de columna es poden dividir en dos tipus principals segons la seva construcció:
- El trepant de columna és un tipus comú que es caracteritza pel fet que el cargol del trepant es pot moure amunt i avall axialment ("al llarg d'una columna "), i té una taula regulable en alçada, generalment regulable mitjançant un pinyó i cremallera . Sovint s'utilitzen amb un cargol que subjecta la peça, i el cargol es torna a fixar a la taula. El cargol s'ha de moure per perforar diversos forats.
- El trepant radial de columna és una variant especial on el cargol també està unit a una corredissa de manera que el trepant també es pot moure radialment entre cada trepat. Això permet perforar diversos forats sense moure la peça. Algunes màquines de trepat radial també tenen l'opció de girar el cargol al voltant de l'eix radial per tal de perforar en angle.[3]

Hi ha disponibles trepants de taula des de mides petites per a tallers d'amateurs fins a versions de gran resistència per a ús industrial. Es poden operar manualment amb una maneta per pujar o baixar el trepant i/o poden ser controlats numèricament per ordinador (CNC).
Sovint tenen un topall de profunditat ajustable i la capacitat de bloquejar el mànec a una alçada determinada. La majoria tenen velocitats ajustables, i s'han d'utilitzar diferents velocitats per a diferents materials i tipus de broca, per exemple de 100 a 3600 r/min. Els diàmetres de broca petits requereixen velocitats més altes, i els materials tous requereixen velocitats més altes.

## Seguretat
Els trepants de columna són màquines potents i perilloses, i els accidents laborals poden ser relativament comuns. Quedar-se encallat a la màquina pot provocar la pèrdua de dits o braços. Per tant, es recomana no portar guants, roba amb mànigues llargues ni tenir els cabells llargs caient mentre es treballa.
També solen ser màquines pesades a la part superior i, idealment, s'haurien de muntar de manera segura al terra o a una taula per evitar que la màquina bolqui.
Les peces de treball sempre s'han de subjectar fermament (especialment les peces metàl·liques), ja que altrament es poden enganxar a la broca i convertir-se en projectils que poden ferir persones. Per exemple, es pot utilitzar una brida o un cargol per subjectar la peça de treball, i la brida o el cargol es poden fixar a les ranures de la taula de perforació.
Abans d'utilitzar-lo, l'operador ha de comprovar que té l'equip de protecció individual adequat ( ulleres de seguretat i protecció auditiva ), provar que la parada d'emergència i la pantalla de seguretat (una barrera que protegeix l'operador de les deixalles volants) funcionen, verificar que la subjecció de l'eina i la peça de treball estigui ben fixada i ajustar la velocitat segons la broca i el material que s'està perforant.

## Comparació amb les fresadores
Els trepants de columna tenen mandrils com altres trepants i no són adequats per al fresat. El cargol no està dissenyat per a forces laterals i, per tant, les operacions de fresat poden fer que el mandril s'afluixi i representi un perill per a l'usuari o causar un desgast prematur i no natural dels coixinets .
Tot i així, no és estrany que els aficionats converteixin els trepants de columna en fresadores improvisades per a ús d'aficionats. Això requereix modificacions importants i es converteix en una fresadora mediocre que pot ser adequada per a projectes d'aficionats en materials tous com l'alumini, el llautó i la fusta, però que generalment no serà adequada per a treballs en acer .
Per fresar, per tant, és preferible utilitzar una fresa adequada, per exemple una fresadora per a fusteria o una fresadora per a metall. Una fresadora, en canvi, es pot utilitzar tant com trepant com per fresar, però és una eina molt més cara.